# Ангелина
Ангели́на — женское русское личное имя греческого происхождения. Восходит к др.-греч. Ἀγγελίνα; ἄγγελος — «вестник», «посланец») — в древнегреческой мифологии один из эпитетов Зевса и Артемиды.

## История
В православном именослове имя Ангелина соотносится с преподобной Ангелиной Сербской (1447(?)—1516 или 1520), женой последнего правителя Сербии Стефана Бранковича, изгнанного турками вместе с семьёй в 1459 году из своих владений.
После Октябрьской революции под влиянием западноевропейских языков появился вариант имени Анжелина. Помимо этого, русский антропонимикон содержит несколько этимологически родственных Ангелине женских имён: это Ангела (и его модернизированные варианты Анжела, Анджела), а также Ангелика и Анжелика.

## Именины
Православные именины (даты даны по григорианскому календарю):
- 14 июля, 12 августа, 12 сентября, 23 декабря